# Оперативный штаб Чеченской Республики по проведению контртеррористической операции
Оперативный штаб Чеченской республики по проведению контртеррористической операции — антитеррористическая структура, созданная в 2006 году на основе Регионального оперативного штаба (РОШ). Штаб-квартира расположена в Ханкале. Руководитель — начальник Управления ФСБ России по Чеченской Республике. 
Командующий Объединённой группировкой войск должен выполнять указания руководителя оперативного штаба.

## История
В январе 2001 года указом Президента России «О мерах по борьбе с терроризмом на территории Северо-Кавказского региона Российской Федерации» был создан Региональный оперативный штаб, в функции которого входило руководство «специальными силами и средствами по обнаружению и пресечению деятельности террористических организаций и групп, их лидеров и лиц, участвующих в организации и осуществлении террористических акций на территории Северо-Кавказского региона Российской Федерации». 
Командование РОШ первоначально осуществлялось заместителем директора ФСБ — руководителем Департамента по защите конституционного строя и борьбе с терроризмом. С 4 июля 2003 года руководство Региональным оперативным штабом переходит МВД России.
В 2009, после отмены режима контртеррористической операции, руководство штабом передано Управлению ФСБ России по Чеченской Республике.